# Męczennik

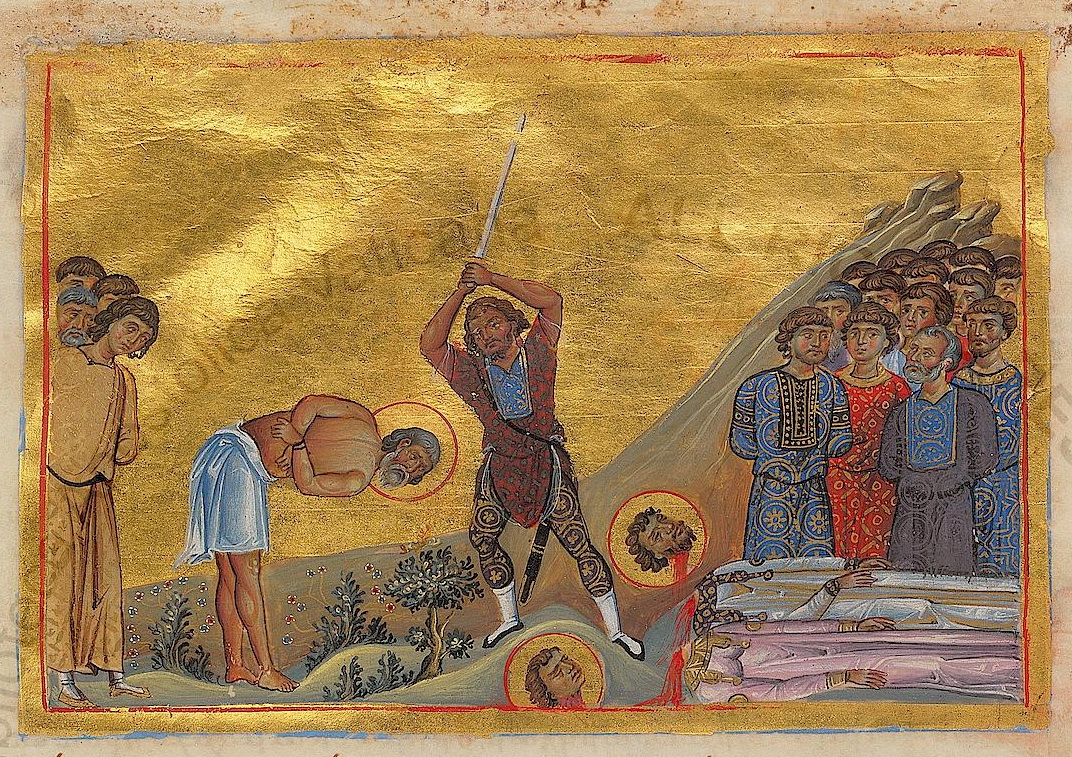
Męczennicy wczesnochrześcijańscy w Menologium Bazylego II.

Męczennik (stgr. μάρτυς, gr. μάρτυρας, łac. martyr, „świadek”) – osoba, która zginęła lub cierpiała w obronie swojej wiary lub przekonań.
W chrześcijaństwie, określenie to funkcjonuje w stosunku do człowieka, który został uśmiercony przez prześladowcę za wiarę w Jezusa Chrystusa. Taka śmierć określana jest mianem śmierci męczeńskiej. Pojęcie męczeństwa istnieje także w pozostałych religiach abrahamicznych oraz w sikhizmie, a w znacznie mniejszym stopniu w hinduizmie i shintō. Pojęcie męczennika bywa też wykorzystywane w odniesieniu do osób, które zginęły w imię swojego państwa lub poglądów politycznych.

## Śmierć męczeńska
Śmierć męczeńska – śmierć poniesiona w imię idei lub wierzeń, zazwyczaj zadana przez osoby trzecie w wyniku ich nagłego działania, zabójstwa, albo tortur.
Śmierć męczeńska jest wyrazem bezwzględnego przywiązania do idei i przekonań dlatego ma ogromne znaczenie w utrwalaniu postaw i wzorców kulturowych lub religijnych.
Najważniejsze znaczenie śmierć męczeńska ma w wymiarze religijnym, jednak nie każda religia używa pojęcia męczenników, a tylko niektóre z nich otaczają ich kultem. Pojęcie męczeństwa za wiarę istnieje w chrześcijaństwie, judaizmie i islamie, ale w zasadzie nie występuje np. w hinduizmie i buddyzmie.
Bardzo wyraźnie widać zjawisko męczeństwa w chrześcijaństwie, gdzie męczennicy traktowani byli od początku jako najwierniejsi świadkowie głoszonych przekonań. Z tego powodu stanowili filar Kościoła jako wzory wierności Chrystusowi. Miało to również dosłowne znaczenie, gdy przyjął się zwyczaj budowania kościołów na grobach męczenników lub na miejscach ich śmierci.

## Męczeństwo w różnych religiach

### Chrześcijaństwo

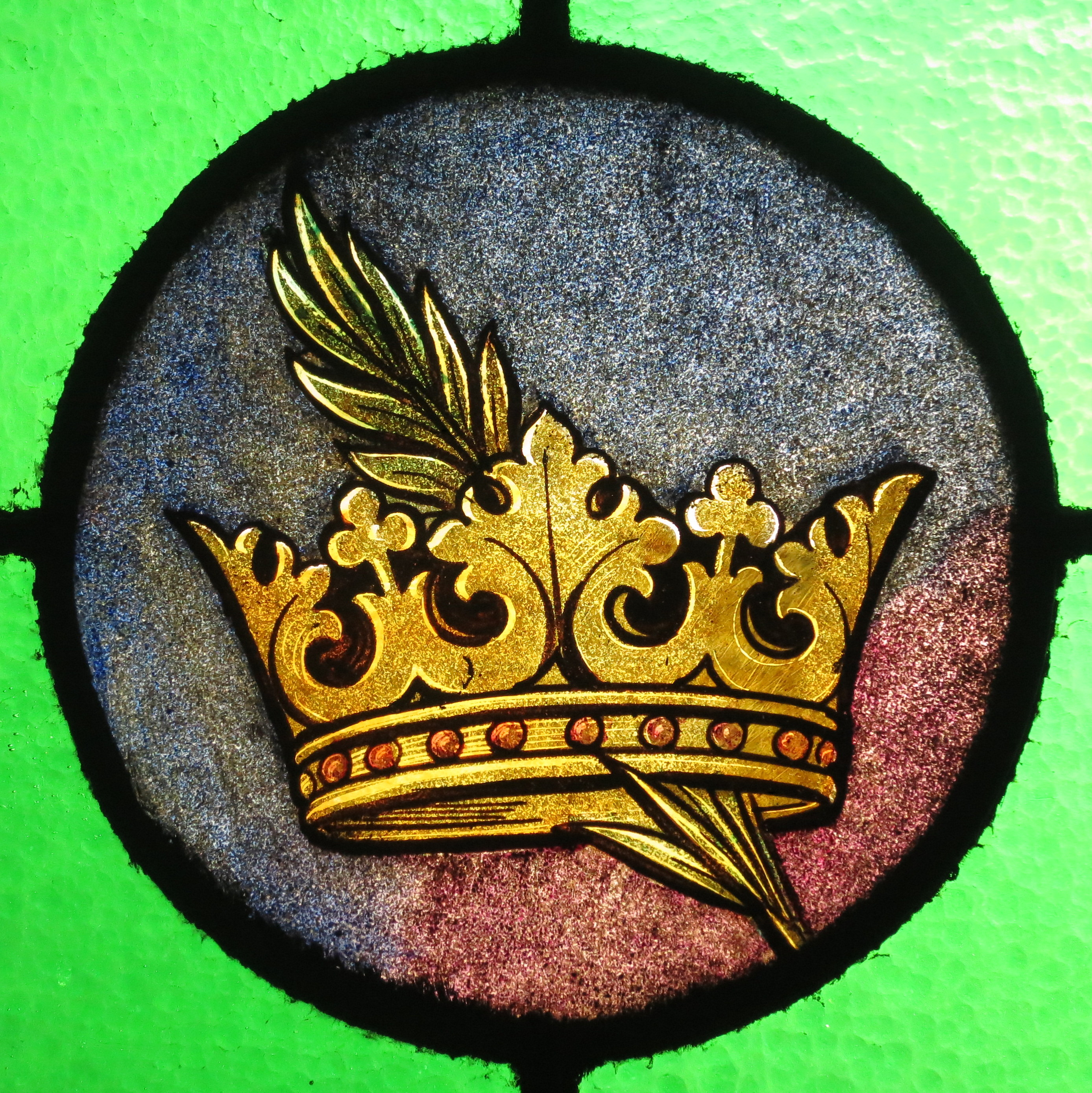
Witraż przedstawiający „koronę chwały”, symbolizującą męczeństwo za wiarę w Jezusa. Kościół Niepokalanego Poczęcia NMP (Immaculate Conception Catholic Church) w Knoxville, Tennessee, Stany Zjednoczone.

Męczennikiem w chrześcijaństwie jest osoba, która poniosła śmierć z winy prześladowcy indywidualnego lub zbiorowego (prześladowcą zbiorowym mogą być np. władze państwowe), kierującego się nienawiścią do wiary chrześcijańskiej (łac. odium fidei). Męczennik musi mieć wolę przyjęcia męczeństwa. Chrześcijaństwo nie uznaje więc za męczenników samobójców i przypadkowych ofiar prześladowań. Męczennik nie może też umyślnie prowokować prześladowcy do zadania mu śmierci męczeńskiej. Poszerzenia pojęcia męczeństwa dokonał papież Jan Paweł II przez kanonizację jako męczennika, beatyfikowanego wcześniej jako wyznawcę Maksymiliana Marię Kolbego. Od tej kanonizacji również męczeństwo z miłości bliźniego uznawane jest za jedną z przesłanek do wyniesienia na ołtarze.
Pierwszym, który oddał życie za wiarę w Jezusa Chrystusa był święty Szczepan († 34).
Katolicyzm i prawosławie uznają męczeństwo w wyniku procesu kanonizacyjnego. W tych wyznaniach istnieje kult męczenników; czci się ich groby, wizerunki i relikwie. Anglikanizm czci pamięć o męczennikach.

Świadectwo męczenników jest dla nas zawsze jakimś wyzwaniem – ono prowokuje, zmusza do zastanowienia. Ktoś, kto woli raczej oddać życie, niż sprzeniewierzyć się głosowi własnego sumienia, może budzić podziw albo nienawiść, ale z pewnością nie można wobec takiego człowieka przejść obojętnie.

### Islam
Pojęcie męczennika (arab. ‏شَهيد‎) w islamie różni się znacznie od chrześcijańskiego i żydowskiego, ponieważ w islamie śmierć w wyniku prześladowań religijnych nie jest najważniejszym warunkiem męczeństwa. W islamie szyickim istnieje rozwinięty kult męczenników (np. Husajn ibn Ali), a także ich grobów i relikwii. Islam uważa za męczeńską również śmierć w walce z „niewiernymi”. Szczególnie kontrowersyjne jest uznawanie za szahidów sprawców samobójczych zamachów terrorystycznych przeciwko ludności cywilnej.
W krajach arabskich to pojęcie jest też czasem stosowane w świeckim kontekście, np. wobec poległych żołnierzy.

### Judaizm
Pojęcie męczeństwa za wiarę (hebr. ‏קידוש השם‎, Kiddusz Haszem, czyli „uświęcenie w imię Boga”) jest w judaizmie zbliżone do pojęcia chrześcijańskiego. 2 Księga Machabejska zawiera opowiadania o śmierci męczenników żydowskich, którzy zginęli zabici przez pogan w epoce hellenistycznej – Eleazara oraz matki i jej siedmiu synów.
W Polsce domniemanym żydowskim męczennikiem był Walentyn Potocki, zabity za konwersję na judaizm. Współcześnie za męczenników uznaje się np. ofiary Holokaustu. Istnieje określenie judaizmu jako „religii męczeństwa”, która inspirowała rozwój martyrologii w chrześcijaństwie.

### Bahaizm
Bahaizm uznaje za męczennika osobę, która poświęciła swoje życie w służbie ludzkości i w imię Boga. Jednak założyciel tej religii Bahá'u'lláh przekonywał wyznawców, aby nie pojmowali oddawania życia za wiarę w dosłownym sensie; męczeństwo to też życie poświęcone całkowicie służbie ludzkości.

### Sikhizm
W sikhizmie męczeństwo jest główną zasadą wiary i podstawą teologii. Sześciu guru są największymi przykładami męczenników w sikhizmie. Ponieśli oni śmierć męczeńską w Pendżabie, broniąc swojej wiary przed muzułmanami. Bardziej współczesnymi przykładami męczenników sikhijskich są Bhagat Singh i Udam Singh, którzy zginęli w latach 40. XX wieku.

### Inne religie
Pojęcie męczeństwa za wiarę rzadko jest spotykane w innych religiach niż religie abrahamowe. Niezmiernie rzadko występuje w tzw. religiach pogańskich, gdzie przybiera formę np. oddania życia w imię honoru, obowiązku itp. Takie formy skrajnego poświęcenia spotykamy np. w japońskiej religii shintō.
Męczeństwo za wiarę nie jest spotykane w religiach dharmicznych: buddyzmie, dźinizmie i hinduizmie. Wynika to z dużej tolerancji doktrynalnej, relatywizmu i indyferentyzmu doktrynalnego tych religii. Niekiedy wskazuje się na istniejącą w hinduizmie obligację wypełniania obowiązku (dharmy), który w przypadku kasty kszatrijów polega na gotowości do oddania swego życia w walce z wrogiem. Nagrodą za taką śmierć ma być wyzwolenie z cyklu wcieleń (moksza, według Bhagawadgita, rozdz. 2, wers 37). Może to być uznane za formę męczeństwa.

## Męczennicy świeccy

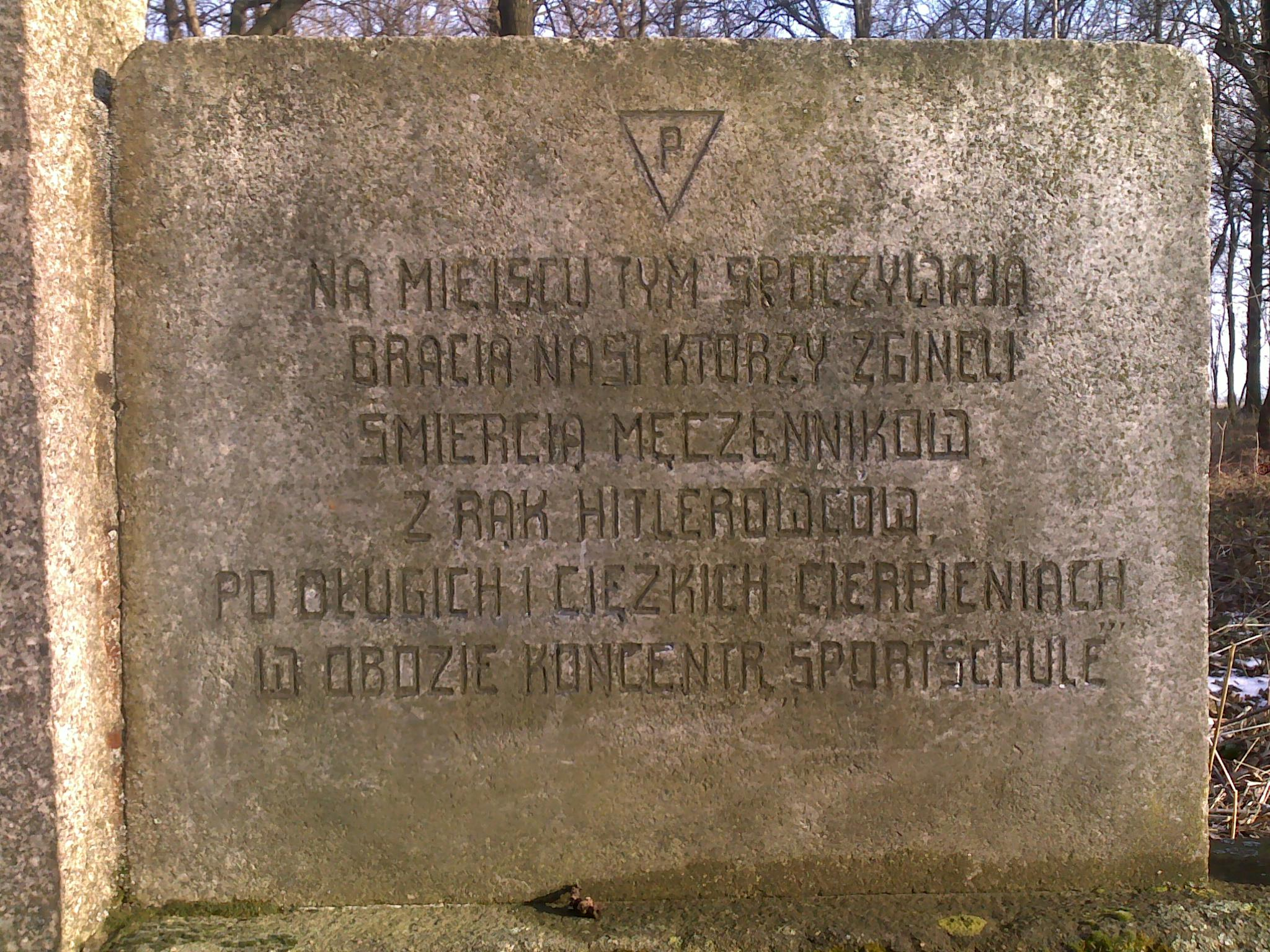
Tablica ze słowami „zginęli śmiercią męczenników” odnoszącymi się do ofiar Holokaustu.

### Francja
I Republika Francuska od 1793 ustanowiła oficjalny kult państwowy rewolucjonistów, którzy zginęli za ideały republikańskie. Głównymi „męczennikami” byli: Jean-Paul Marat, Joseph Chalier i Amédée Louis Michel Lepeletier (zwani Trójcą Rewolucji); poza tym również dzieci-męczennicy: Joseph Bara i Joseph Agricol Viala. W 1794 wysunięto  propozycję, aby z Marata uczynić jedyne bóstwo Republiki, przeważyła jednak koncepcja kultu Najwyższej Istoty.
We francuskim systemie prawnym funkcjonuje termin Mort pour la France (poległy dla Francji) na określenie osób, które zginęły w służbie kraju. Instytucję wprowadzono podczas I wojny światowej ustawą z 2 lipca 1915, a następnie zmodyfikowano ustawą z 22 września 1922 roku.

### III Rzesza
W III Rzeszy władze propagowały państwowy kult ofiar puczu monachijskiego oraz Herberta Norkusa, Horsta Wessela i Wilhelma Gustloffa. Byli to tzw. świadkowie krwi (niem. Blutzeuge). Ku ich czci wznoszono pomniki i budynki o charakterze kultowym (jak Ehrentempel w Monachium, zniszczone przez aliantów w 1947). Dzisiaj taki kult istnieje szczątkowo w grupach neonazistowskich.

### Chiny
W Chinach pojęcie męczennika (chiń. 烈士; pinyin lièshì) zostało upowszechnione przez propagandę Kuomintangu w pierwszej połowie XX wieku. Za męczenników uznawano wówczas poległych za Republikę Chińską.
Pojęcie to funkcjonuje również w Chińskiej Republice Ludowej, gdzie mianem męczenników określa się poległych żołnierzy ChALW, a także działaczy KPCh zabitych przez Japończyków i Kuomintang. W 2014 roku Stały Komitet Ogólnochińskiego Zgromadzenia Przedstawicieli Ludowych ustanowił Dzień Męczenników przypadający 30 września.